# 傅山碑林公园
37°53′04″N 112°33′32″E / 37.88445°N 112.55891°E
傅山碑林公园，又称傅山书法碑林公园，位于中华人民共和国山西省太原市的汾河之滨。

## 沿革
傅山碑林公园是山西省首个大型书法碑林，1990年建成，占地2.2万平方米，是典型的明清庭院式建筑。公园分南北两部分，北园集傅山书法碑刻184通，南北两园总计收藏各类碑石418通。2005年3月13日，公园举办山西省首届兰花博览会。

## 图库

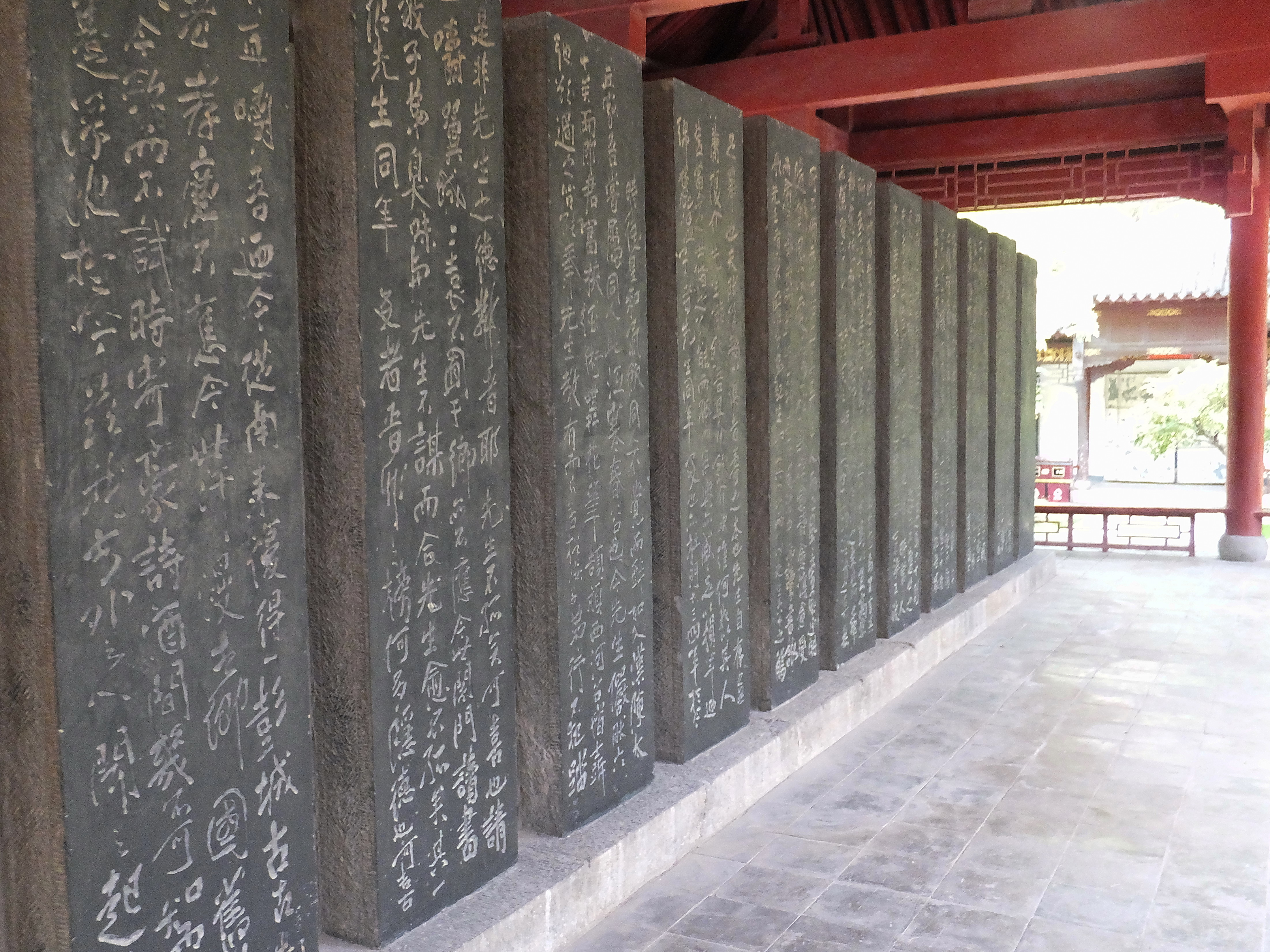
傅山碑林
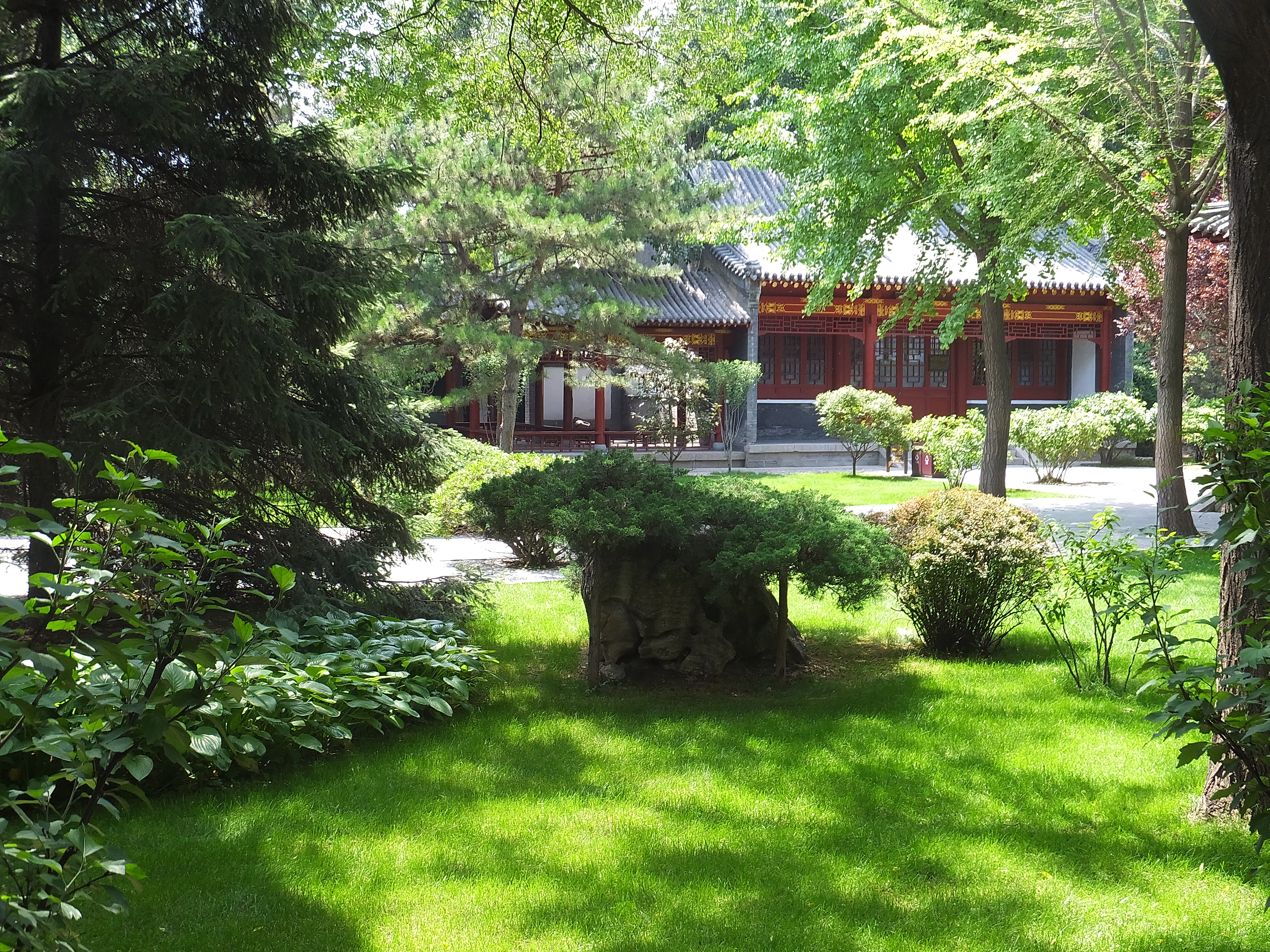
傅山碑林公園
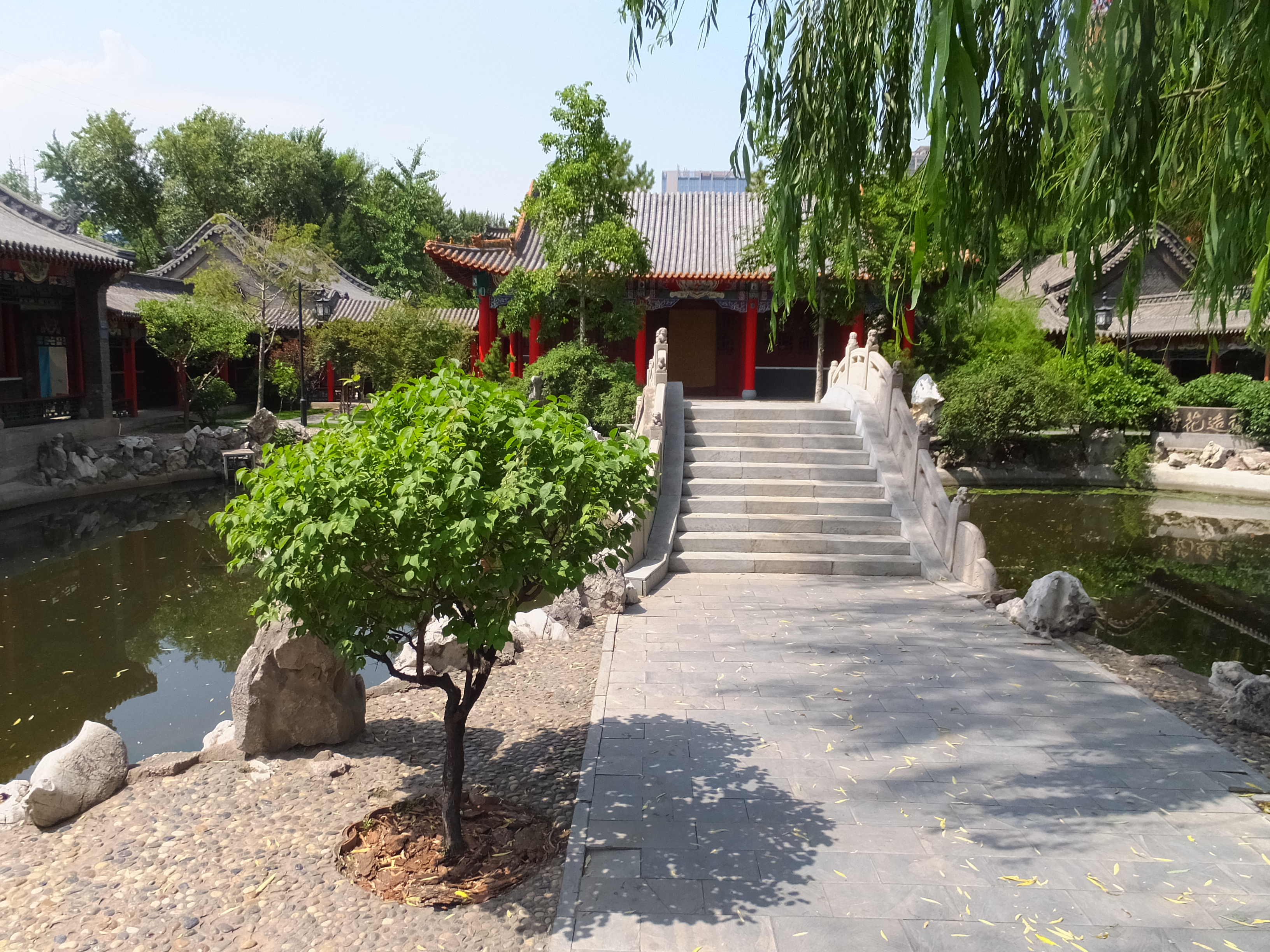
傅山碑林公園
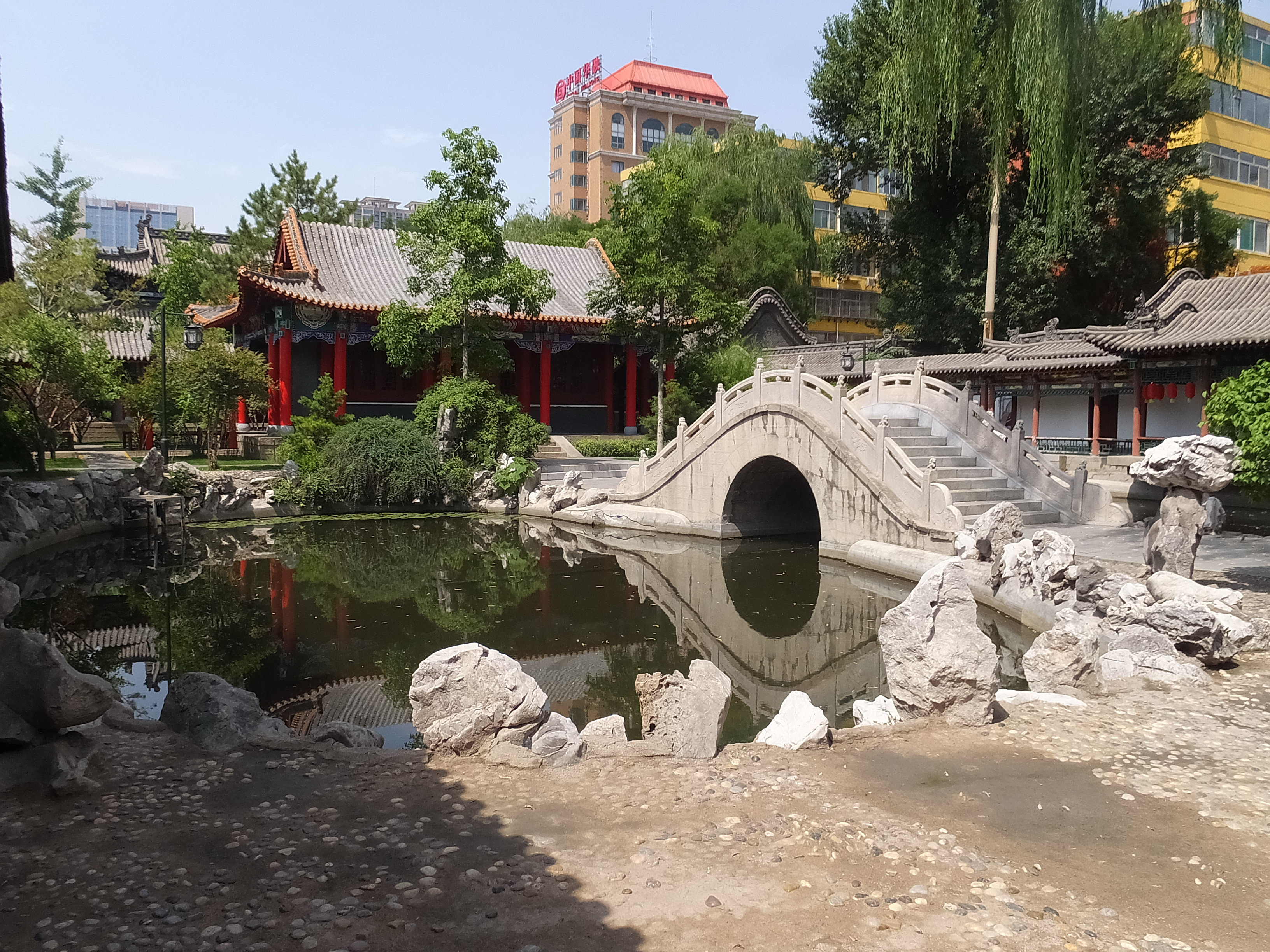
傅山碑林公園
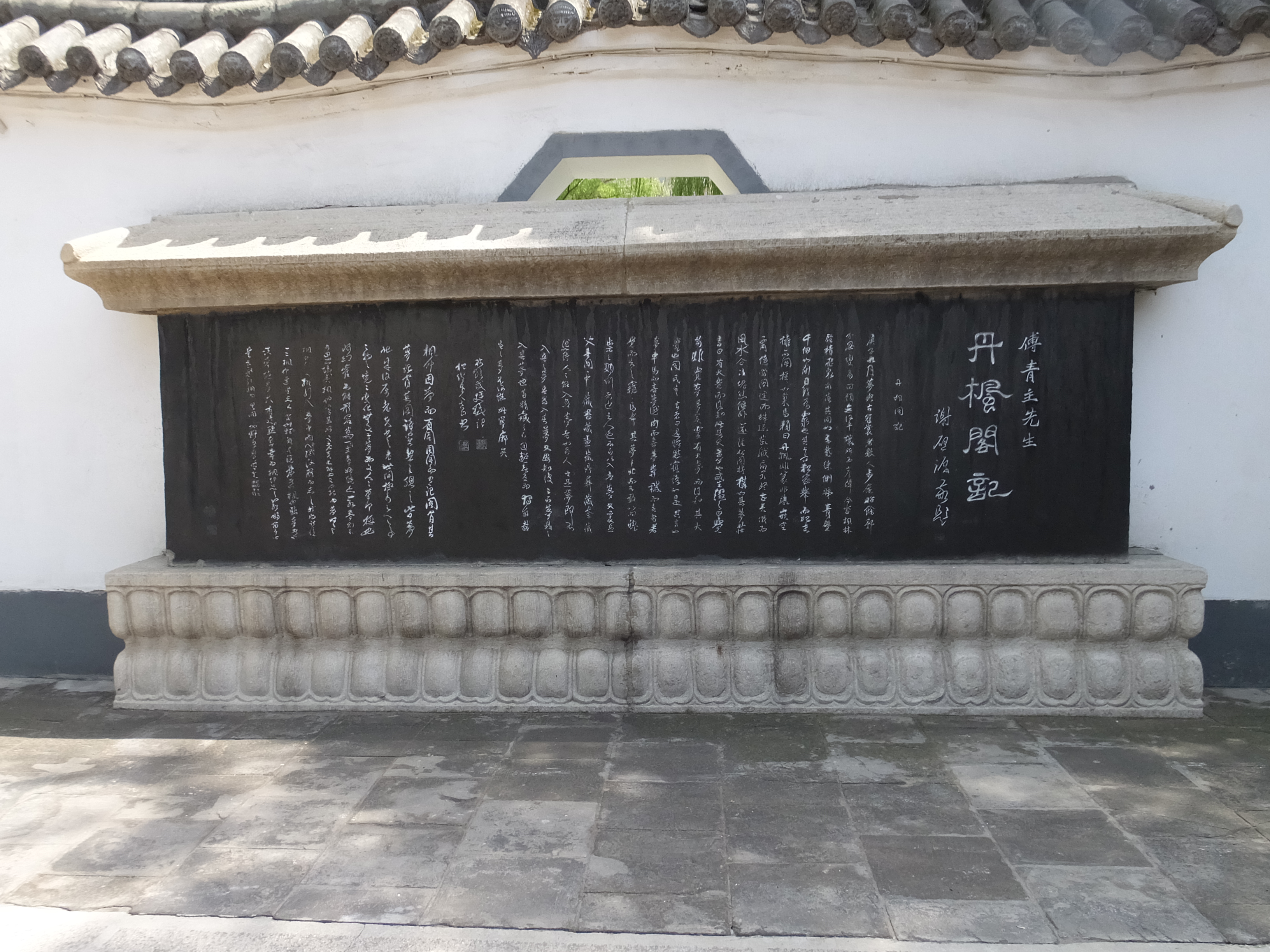
傅山碑林公園
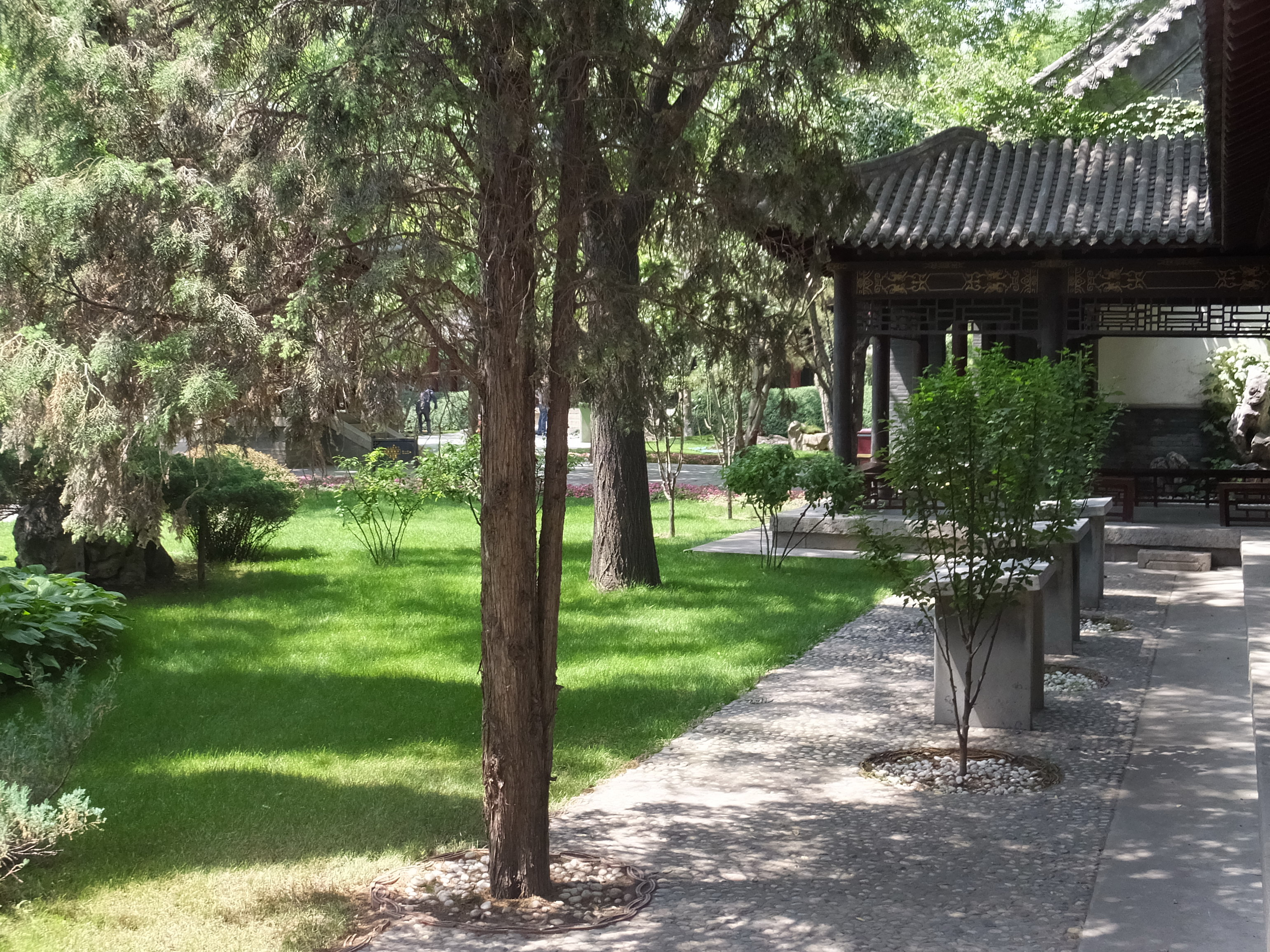
傅山碑林公園
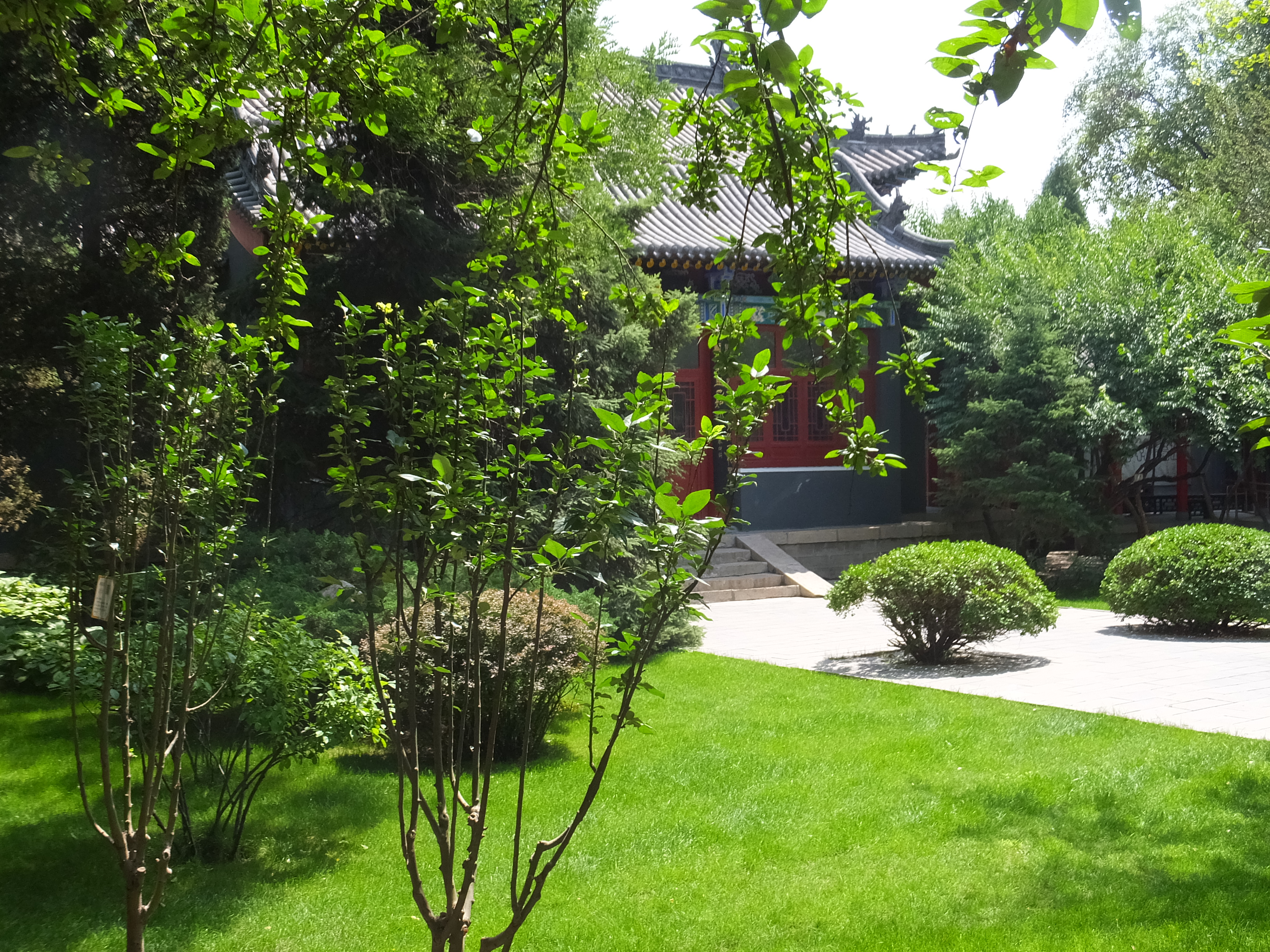
傅山碑林公園
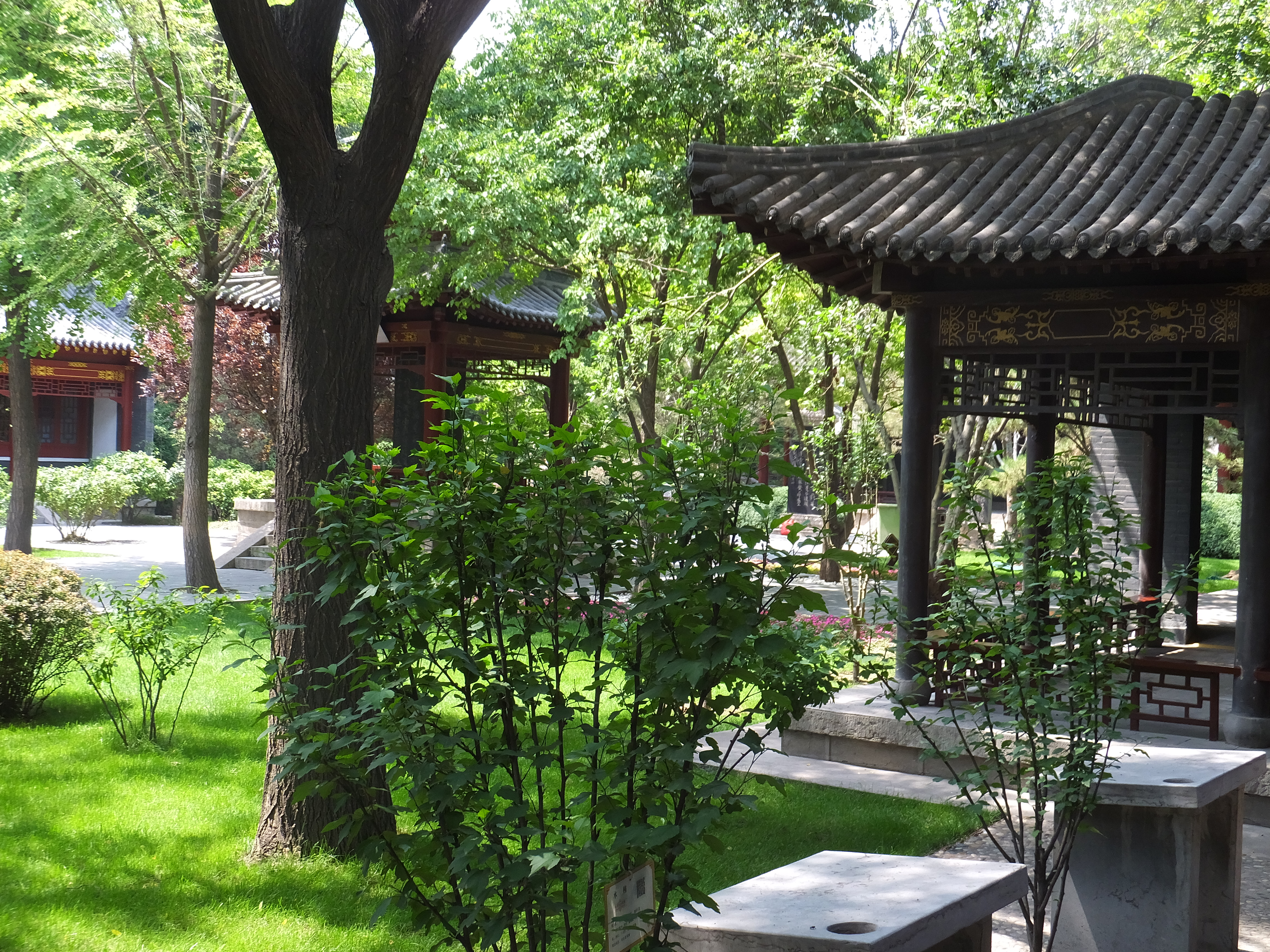
傅山碑林公園